# Guelb Ben 'Amîra
Guelb Ben 'Amîra är en kulle i Mauretanien.   Den ligger i regionen Adrar, i den västra delen av landet, 400 km nordost om huvudstaden Nouakchott. Toppen på Guelb Ben 'Amîra är 635 meter över havet.
Terrängen runt Guelb Ben 'Amîra är huvudsakligen platt. Guelb Ben 'Amîra är den högsta punkten i trakten. Trakten runt Guelb Ben 'Amîra är nära nog obefolkad, med mindre än två invånare per kvadratkilometer. Det finns inga samhällen i närheten. Trakten runt Guelb Ben 'Amîra är ofruktbar med lite eller ingen växtlighet.